# 骨灰 (小說)
《骨灰》是白先勇後期的短篇小說，1986年12月首刊於《聯合文學》第26期，後來收錄於小說集《紐約客》中。這篇小說涉及的時空橫跨約五十年，包括抗日戰爭，國共內戰到兩岸分裂時代，涉及華人在大陸、台灣與美國三地的遭遇，是白先勇的短篇小說中，跨度最大的小說。

## 內容簡介
主角罗齊生（小說的第一人稱「我」）一家居於上海徐家匯。1949年春天，在上海交通大學任數學教授的父親罗任平命母親攜帶他跟隨大伯一家先到臺灣，父親打算與哥哥等待學期結束再南下會合。不料共軍很快便控制上海，齊生一家無奈的分隔了三十年。1965年，齊生留學美國，在紐約哥倫比亞大學攻讀工程博士，他和父親通了六封信便中斷了。之後文革爆發，父親因齊生的六封信而被打成「裡通外國」的「反革命份子」，下放崇明島勞改，八年後（1976年初）因腦充血倒斃於勞改場。
1978年，罗齊生的哥哥摘掉右派帽子，從黑龍江返回上海後，立即把父親的骨灰迎回上海家中。交通大學預備替父親開追悼會為他平反，於是哥哥邀請在美國的齊生到上海參加追悼會。齊生先飛舊金山停留一晚，順道探望兩年沒見的大伯。
齊生的大伯是國民黨軍人，在蕭鷹將軍部下，在上海「翦除日寇，制裁漢奸」，曾被偽政府關在「七十六號」逼供，打至雙腿畸形。1949年移居臺灣後，因性格耿直遭到排擠，更因被人誣告而在臺灣外島坐牢兩年。1970年代初，大伯全家移民美國，先居於帕洛阿圖，他的媳婦是一個思想相當左傾的歷史博士，兩人的「歷史觀」格格不入，當他聽到被媳婦罵「老反動」後，連夜搬帶同伯媽搬到老人公寓。之後兩老自食其力，分別在唐人街開書報攤和在洗衣店當出納。
齊生的表伯龍鼎立，是優生學家名教授，當年「民盟」健將和「救國會」領袖。在國民黨統治大陸時，龍鼎立是有名得很的「民主鬥士」，經常在《大公報》上發表反政府文章，又帶領學生搞和平運動。1949年上海解放時，他率領「民盟」代表團去歡迎陳毅。1957年因「章羅反黨聯盟」案被打成右派，1978年初得到平反後，弟弟鼎豐申請他到美國。本來他和表伯媽一起走，但兩個月前表伯媽病故，只能帶她的骨灰從上海飛到美國。
齊生的大伯和表伯，1949年之前兩人在大陸都是風雲人物，但兩人都因為「愛國」而彼此憎恨，成了勢不兩立的敵人。三十年後，兩人都經歷了被自己所支持的政黨所打壓和逼害，當他們在美國相遇，兩人都落得窮愁潦倒孤單，生活不得意，只覺「我們大家辛苦了一場，都白費了──」。

## 小說人物
| 人物   | 簡介 |
| 罗齊生 | 小說的第一身「我」。1949年和母親隨大伯一家到臺灣。1965年留學美國攻讀博士，畢業後在福斯特惠勒公司工作，居於美國長島。                               |
| 罗任平 | 罗齊生的父親，上海交通大學數學教授，1949年時被逼留在上海，因被打成「裡通外國」的「反革命份子」，在崇明島上勞改，於1976年初去世。                   |
| 哥哥   | 罗齊生的哥哥，1949年時被逼留在上海，後被打成右派，1978年才摘掉帽子，從黑龍江返回上海。                                                             |
| 大伯   | 罗齊生的大伯，國民黨軍人，身材魁梧，雙腿被偽政府逼供時打至畸形。1949年由大陸移居臺灣，1970年代初移居美國。                                         |
| 伯媽   | 大伯之妻，曾在洗衣店當出納。已故。 |
| 堂哥   | 大伯的兒子，怕老婆。居於帕洛阿圖。 |
| 堂嫂   | 大伯的媳婦，歷史博士，專修近代史，思想相當左。背地裡罵大伯是「老反動！」。                                                                         |
| 龍鼎立 | 罗齊生的表伯，優生學家名教授，當年「民盟」健將和「救國會」領袖。1949年時，他率領「民盟」代表團去歡迎陳毅。1957年被打成右派。1978年由上海移居美國。 |
| 表伯媽 | 龍鼎立妻子，和龍鼎立移居美國前病故。 |
| 明珠   | 罗齊生妻子，有潔癖，因怕廁所髒而不肯去中國。 |
| 李永新 | 罗齊生哥倫比亞大學的同學，因全身投入「保釣」運動而犧牲學位，之後事業坎坷。                                                                         |